# Lichterpuppe

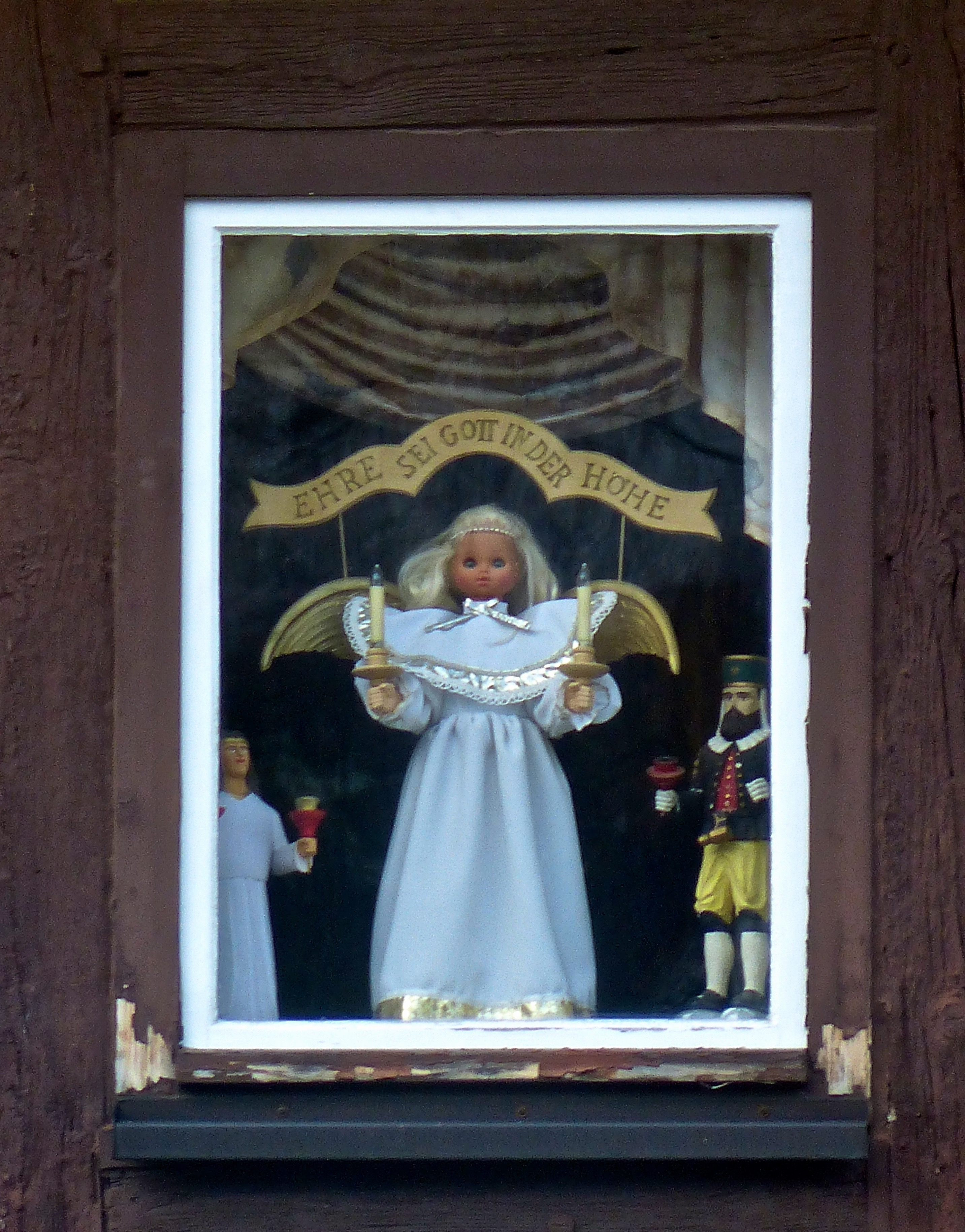
Lichterpuppe als Engelsfigur in Pobershau

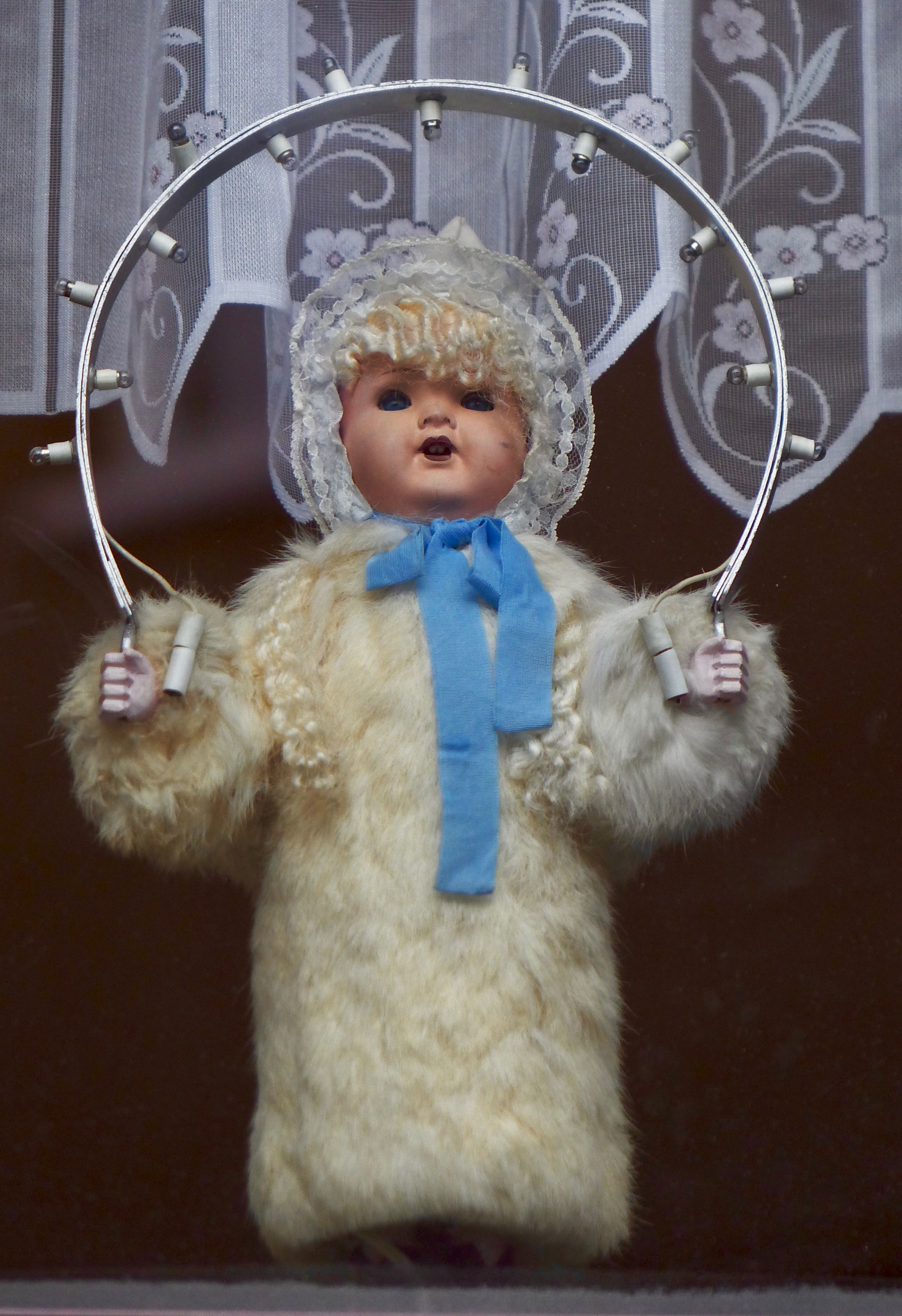
Crottendorfer Lichterpuppe

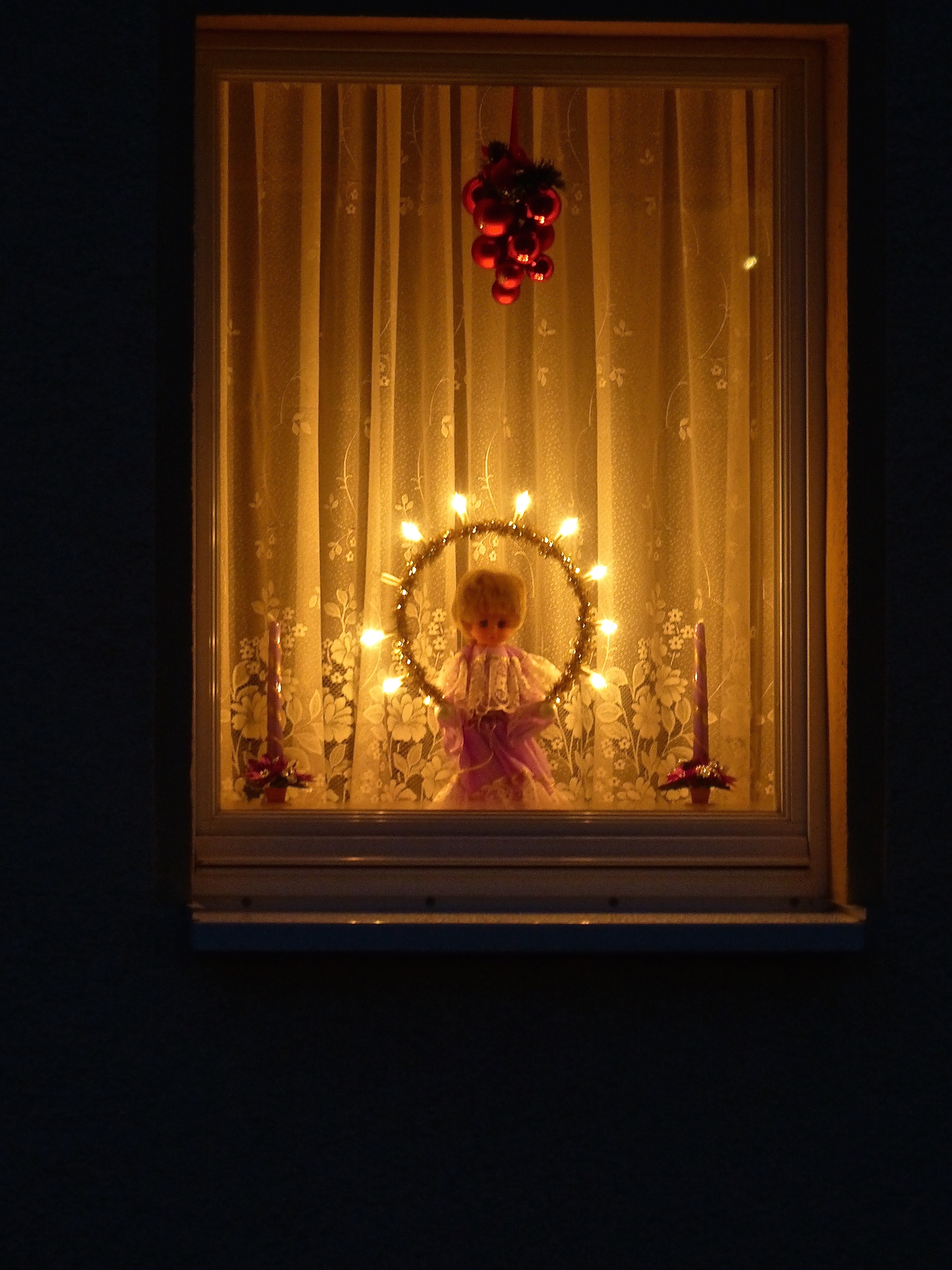
Beleuchtete Lichterpuppe in Pobershau

Die Lichterpuppe gehört zu den traditionellen weihnachtlichen Lichtträgern in einigen Gegenden des Erzgebirges und des Vogtlandes.  Die Ausführungen und das Erscheinungsbild der Lichterpuppen variieren von Ort zu Ort. Besonders in den Orten Crottendorf und Pobershau gehören die Lichterpuppen zum traditionellen Weihnachtsschmuck.

## Ursprung und Ausführungen
Die Lichterpuppen, die am Weihnachtsabend mit dem Gesicht zur Straße in die Fenster gestellt werden, symbolisierten in den religiösen Familien des Erzgebirges das Christkind. Die Figuren wurden aus einem Holzkörper mit einem Puppenkopf, zunächst aus geschnitztem Holz oder Pappmaché, später aus bemaltem Porzellan, gefertigt. Die Lichterpuppen tragen in manchen Gegenden eine spitze Haube, in anderen Gegenden lange, blonde Haare. Die Arme und Beine der Figuren wurden oft gedrechselt oder aufwendig geschnitzt. In der einfacheren Ausführung wurden die Extremitäten im 19. Jahrhundert auch aus Teig geformt.
Die Puppenfiguren wurden ursprünglich mit einem weißen Kleid aus Baumwolle, Leinen oder seltener Seide bekleidet, das durch einen – meist goldenen – Gürtel gehalten wurde. Das Kerzenlicht trugen die Figuren in der rechten und linken Hand oder auf einem Lichterbogen, der von der linken und rechten Hand gehalten wurde. Viele der Figuren – besonders in der Gegend von Pobershau – wurden als jochtragende Lichterengel ausgeführt. Auf einem kerzentragenden Joch über der Figur war der Schriftzug Ehre sei Gott in der Höhe angebracht.
Anfang des 20. Jahrhunderts wurde im Raum Crottendorf das Stoffkleid durch einen wärmenden Mantel aus Fell, meist Kaninchenfell, ersetzt. Die winterliche Puppe wurde durch meist geschnitzte oder lederbezogene Stiefelchen und eine spitze Haube ergänzt. Im 20. Jahrhundert wurden die Gesichter fast ausschließlich aus bemaltem Bisquitporzellan ausgeführt, unter der Haube wurden Haare angeheftet, um den Puppen ein ansprechendes Aussehen zu verleihen. Die hellblaue oder rosa Farbe der Haube bzw. des Kleides zeigte in traditionellen Haushalten an, ob im Haus männliche oder weibliche Nachkommen lebten. Heute werden neben traditionellen weißen, hellblauen und rosa Gewändern auch untergeordnet andere pastellfarbene Kleider für Lichterpuppen angeboten. Neben Kerzen kommen heute auch Lichterbögen mit elektrischer Beleuchtung zum Einsatz. Lichterpuppen tragen heute tannengeschmückte Lichterbögen oder Tannenzweige und Kerzen in den Händen.
Die Lichterpuppen werden stets in privaten Häusern aufgestellt, während die ähnlich aussehenden Bornkinnel, die eine sakrale Bedeutung besitzen, zur Weihnachtszeit auf dem Altar von evangelischen Kirchen in dieser Region aufgestellt werden.
Erzgebirgische Lichterpuppen werden heute als Exponate in regionalen und überregionalen heimat- und volkskundlichen Museen, u. a. in der Manufaktur der Träume in Annaberg, im Museum für bergmännische Volkskunst in Schneeberg, im Deutschen Engel-Museum in Engelskirchen ausgestellt.